# جیمی آرمسترانگ (بازیکن فوتبال، زاده ۱۹۰۱)
جیمی آرمسترانگ (انگلیسی: Jimmy Armstrong; ۶ سپتامبر ۱۹۰۱ – ۱۹۷۷ (۷۵−۷۶ سال)) بازیکن فوتبال اهل بریتانیا بود.
از باشگاه‌هایی که در آن بازی کرده‌است می‌توان به باشگاه فوتبال بریستول راورز، باشگاه فوتبال چلسی، باشگاه فوتبال لوتون تاون، و باشگاه فوتبال تاتنهام هاتسپر اشاره کرد.